# Industriestaat
Industriestaat (englisch industrialized state; oder Industrieland, veraltet auch Staaten der Ersten Welt) ist ein Staat, dessen Wirtschaftsstruktur durch Technologie und Industrie beherrscht wird und die Industrieproduktion einen hohen Anteil am gesamten Bruttoinlandsprodukt (BIP) oder Produktionswert in einer Volkswirtschaft aufweist. Pendant ist der Agrarstaat.
Die klassischen Industriestaaten der westlichen Welt entwickelten sich in den letzten Jahrzehnten vermehrt zu Dienstleistungsgesellschaften und bekamen mehr und mehr Konkurrenz durch sogenannte Schwellenländer.

## Allgemeines
Der Industriestaat ist ein Erkenntnisobjekt der Wirtschaftsgeographie. Der Begriff wird häufig als Abgrenzung zu Entwicklungs- und Schwellenländern verwendet. Der Unterscheidung zwischen Industrie- und Agrarstaaten liegt der jeweils dominante Wirtschaftssektor (Industrieproduktion oder Agrarproduktion) oder der Anteil der Erwerbstätigen in jenen Sektoren an den gesamten Erwerbstätigen zugrunde (Industriegesellschaft). Typische Industriestaaten sind die USA oder Deutschland, typische Agrarstaaten liegen in Afrika oder Asien. Industriestaaten können Flächenstaaten sein wie Frankreich, aber auch Zwergstaaten wie Singapur. Bei dieser Betrachtung darf jedoch nicht übersehen werden, dass fast jeder Industriestaat Gebiete in Form eines Flächenstaats enthält, die selbst entwicklungsbedürftig sind. So verfügen die USA oder Russland über großflächige Regionen, die als Entwicklungsländer bezeichnet werden müssten. Das schmälert jedoch nicht ihre Rolle als Industriestaat, weil hierbei die Gesamtbetrachtung maßgebend ist.
Die Bezeichnung „Industriestaat“ wird der heutigen Bedeutung nicht mehr gerecht, weil die Einteilung der Staaten vorwiegend nicht mehr nach dem Grad ihrer Industrialisierung erfolgt, sondern überwiegend auf der Basis des Bruttoinlandsprodukts. Staaten mit einem starken Dienstleistungssektor nehmen dabei in der Rangfolge die vorderen Plätze ein, können jedoch faktisch Industriestaaten sein. In Veröffentlichungen werden deshalb Begriffe verwendet, wie „OECD-Staaten und übrige marktwirtschaftlich organisierte Industriestaaten“, „Staaten der Ersten Welt“ oder „fortschrittliche Staaten“ (englisch advanced economies). Der Begriff Erste Welt wurde zur Zeit des Kalten Krieges für die hochindustrialisierten marktwirtschaftlichen Länder geprägt, während die planwirtschaftlich organisierten Staaten – durchaus auch Industriestaaten – als Zweite Welt bezeichnet wurden. Mit dem Ende des Ost-West-Konflikts hat diese Einteilung an Bedeutung verloren. Dagegen ist die Bezeichnung Dritte Welt gebräuchlich geblieben.

## Arten
Industriestaaten können eingeteilt werden in Industriestaaten ersten Grades (bevölkerungsreiche Staaten), zweiten Grades (bevölkerungsarme), Montanwirtschaftsstaaten und Agrar-Industriestaaten. Während in Montanwirtschaftsstaaten der Bergbau dominiert, sind Landwirtschaft und Industrie in Agrar-Industriestaaten ähnlich stark vertreten. Streng genommen sind Montanwirtschaftsstaaten keine Industriestaaten, weil der Bergbau nicht zur Industrie gehört, sondern Teil der Urproduktion darstellt.
Statistisch gilt als Industriestaat, wenn der Anteil der Industrieproduktion am BIP höher ist als der Anteil der Agrarproduktion. Dabei ist es unerheblich, ob der höchste Anteil im Dienstleistungssektor zu finden ist, dann könnte genauer vom „Dienstleistungsstaat“ (Dienstleistungsgesellschaft) gesprochen werden.

## Geschichte
Bis zur Gründerzeit gab es weltweit ausschließlich Agrarstaaten. Mit der Industrialisierung begann in einzelnen Staaten auch der Wechsel vom Agrarstaat zum Industriestaat. Als erster Industriestaat weltweit gilt England, dessen Aufstieg das Land der Kohle und dem Eisen zu verdanken hatte. Ab 1765 trat dort ein Umschwung ein, der sich durch sinkende Getreideexporte ankündigte, die auch auf das Wachstum der Industrie und des Gewerbes zurückzuführen waren. England legte die Weichen für einen bürgerlichen Industriestaat, den Arnold Toynbee 1882 als industrielle Revolution (englisch industrial revolution) bezeichnete.
Nach dem Ende des Wiener Kongresses im Juni 1815 setzte in Deutschland der Prozess der Frühindustrialisierung ein. Hauptursachen waren unter anderem die Gründung der „Preußisch-Rheinischen Dampfschifffahrtsgesellschaft“ (Vorläuferin der Köln-Düsseldorfer Deutsche Rheinschiffahrt) im Oktober 1825, im Juni 1837 folgte die Rheinische Eisenbahn-Gesellschaft, im Oktober 1843 die Köln-Mindener Eisenbahn-Gesellschaft. Hiervon profitierten der Schiff- und Eisenbahnbau. An der Spitze des Eisenbahnbaus stand die Firma Borsig, die 1841 ihre erste und 1858 bereits die tausendste Lokomotive herstellte und mit 1100 Beschäftigten zur drittgrößten Lokomotivfabrik der Welt aufstieg. Die industrielle Revolution setzte in den USA vergleichsweise spät ein, seit 1850 zügig und nach dem Sezessionskrieg ab 1865 deutlich erkennbar.
Die Deutsche Revolution 1848/1849 markierte inzwischen den Übergang von der Frühindustrialisierung zur zweiten industriellen Revolution. Johann von Zimmermann gründete im Jahr 1848 in Chemnitz die erste Werkzeugmaschinenfabrik Deutschlands. Wichtigster Industriezweig blieb jedoch 1850 in Deutschland mit 45,5 % der Beschäftigten immer noch die Textilindustrie, deren Anteil 1859 nur noch 15,2 % betrug. Demgegenüber wuchs die Metallindustrie von 10,8 % (1850) auf 33,4 % (1859). Einen zweiten Schub bekam die Textilindustrie ab etwa 1860 durch die Mechanisierung der Baumwollweberei.
Ab 1870 setzte in Deutschland die Hochindustrialisierung ein, wobei sich endgültig der Wandel zum Industriestaat vollzog. Bis um das Jahr 1880 stand England als Industriestaat ohne Konkurrenz da und war allen anderen Staaten weit voraus. Erstmals im Jahre 1895 gab es in Deutschland in Industrie und Handwerk mit 38,5 % aller Erwerbstätigen mehr Erwerbstätige als in der Landwirtschaft (35,0 %) – der Wandel zum Industriestaat war aus Sicht der Volkswirtschaftslehre vollzogen. Der Nationalökonom Karl Oldenberg sah in einem Vortrag im Juni 1897 das Ende der deutschen Nation voraus, falls die industrielle Entwicklung sich in dem Maße wie in den letzten Jahrzehnten fortsetze. Definitionen des Begriffs Industriestaat waren noch landwirtschaftlich geprägt; Paul Voigt verstand 1898 unter Industriestaat einen Staat, „dessen landwirtschaftliche Produktion in einem so großen Missverhältnis zu dem Bedarf der industriellen Bevölkerung steht, dass die Einfuhr von Lebensmitteln und Rohstoffen nicht mehr bloß ergänzend neben die heimische Urproduktion tritt…“. Dem schloss sich 1899 Paul Arndt an, bei dem der Industriestaat als Staat galt, „dessen industrielle Produktion den Bedarf seiner Bevölkerung übersteigt, während seine landwirtschaftliche Produktion hinter dem Bedarf seiner Bevölkerung zurückbleibt“. Reichskanzler Graf Bernhard von Bülow stellte in einer Rede vor dem Reichstag am 2. Dezember 1901 fest: „Deutschland ist weder ein Industriestaat noch ein reiner Agrarstaat, sondern beides zugleich …“. Hiermit wollte er die Einführung von Agrarzöllen begründen.
Um 1900 erreichte diese Debatte auch Österreich: War die Donau-Monarchie ein Agrar- oder ein Industriestaat? Österreich-Ungarn führe mehr Nahrungsmittel ein, als es ausführe, daher sei die Doppelmonarchie ein Industriestaat. Im Jahre 1920 übertraf in Japan beim BIP erstmals der industrielle Sektor den landwirtschaftlichen Sektor, das Land stieg zum Industriestaat auf. Seit etwa 1969 machte die Schweiz den Wandel von einem Industriestaat zu einem Dienstleistungsstaat durch. Die modernen Industriestaaten entwickelten sich ab 1970 immer mehr zu Dienstleistungsgesellschaften.
Die westliche Öffentlichkeit staunte im Oktober 1974 über die Nachricht, dass die DDR in der Weltrangliste der Industrieländer den zehnten Platz erobert habe; gemessen an der industriellen Produktion liege Ostdeutschland etwa zwischen Italien und Kanada. Wie sich nach der Wende 1990 herausstellte, entbehrte die von westlichen Medien ungeprüft übernommene Propaganda jeder Grundlage.
Ab 1990 begann das Entwicklungsprogramm der Vereinten Nationen (englisch United Nations Development Programme, UNDP), ein differenziertes Bewertungskonzept im Hinblick auf Industrie- und Entwicklungsländer zu entwerfen. Dabei sollten zunehmend auch soziale Faktoren berücksichtigt werden. Der hieraus entstandene Index der menschlichen Entwicklung (HDI) wird im jährlich vom UNDP herausgegebenen Bericht über die menschliche Entwicklung (englisch Human Development Report, HDR) veröffentlicht.

## Wirtschaftliche Aspekte
Typisch für einen Industriestaat ist der niedrige Anteil der Land- und Forstwirtschaft an der gesamten Wertschöpfung. Ein Industriestaat stellt Industrieprodukte her, die sich in Investitionsgüter und Konsumgüter einteilen lassen. Zu ersteren gehören auch Vorleistungsgüter, letztere unterteilen sich in Gebrauchs- und Verbrauchsgüter. Diese Industrieprodukte dienen zunächst der eigenen Güterbedarfsdeckung innerhalb des Staates, bei einem Selbstversorgungsgrad von über 100 % werden sie exportiert oder gelagert. Die Industrie neigt zur Massenproduktion, charakteristisch ist ihr hoher Automatisierungs-, Mechanisierungs- und Technisierungsgrad sowie die Anwendung industrieller Technologien. Die Industrieproduktion unterliegt nicht so starken Schwankungen wie die witterungs- und saisonabhängige Agrarproduktion. Die Wertschöpfung ist in einem Industriestaat wesentlich höher als in einem Agrarstaat, weil jedes Glied einer Wertkette im Regelfall einen hohen Produktionswert erzielt. So beispielsweise liefert die Erzgewinnung und Eisenherstellung den Stahl, aus welchem die Stahlerzeugung Karosserien produziert, die letztlich in der Automobilindustrie als Vorleistungsgut benötigt werden. Das ist – neben dem Preis- und Lohnniveau – der Grund, warum das Pro-Kopf-Einkommen in einem Industriestaat vergleichsweise höher ist als in einem Agrarstaat.
Die Stärke der wirtschaftlichen Leistung eines Industriestaats lässt sich durch das Bruttoinlandsprodukt (BIP) messen. Beim BIP pro Kopf führten 2018 weltweit ausschließlich Industriestaaten und Staaten, bei denen der Anteil des Dienstleistungssektors am höchsten ist (siehe Liste der Länder nach Bruttoinlandsprodukt pro Kopf).